# Aclytia insignata
Aclytia insignata är en fjärilsart som beskrevs av Max Wilhelm Karl Draudt 1915. Aclytia insignata ingår i släktet Aclytia och familjen björnspinnare. Inga underarter finns listade i Catalogue of Life.